# Activering (boekhouding)
Activering is een boekhoudkundige term voor de verwerking van een aankoop als een actief op de balans.
Hierbij wordt de uitgave boekhoudkundig gezien als investering beschouwd, in plaats van als kosten. Dit houdt in dat het bedrag onder activa op de balans geplaatst wordt, en jaarlijks afgeschreven wordt, in plaats van het direct volledig als kosten op te nemen.